# 暨姓
暨姓（「暨」，中古擬音：giih，切 ）是中文姓氏之一，在《百家姓》中排第345位。在现代他是极罕见的姓氏。

## 起源
暨姓有两种来源：
1. 为彭姓分支。据《姓考》和《国语》载，帝颛顼之后陆终第三子篯铿的封地在彭，故又称彭祖。他的后代有一支被封在暨城，便有后代以封地为姓，是为暨姓。
2. 由姬姓所改。春秋时吴王阖闾之弟夫概的后代有以其名为姓的，后据《鼠璞》所载：概姓改为暨姓，以字改也。既姓也有人改姓为暨。

## 郡望
- 余杭郡：今浙江杭州。
- 渤海郡：西汉置，今河北、辽宁沿渤海湾一带

## 延伸阅读
[在维基数据编辑]
 《百家姓》
 《欽定古今圖書集成·明倫彙編·氏族典·暨姓部》，出自陈梦雷《古今圖書集成》